# Ванденберг, Стейн
Стейн Ванденберг (нидерл. Stijn Vandenbergh; род. 25 апреля 1984, Ауденарде, Бельгия) — бельгийский профессиональный шоссейный велогонщик, выступающий за команду AG2R Citroën.

## Достижения
2004
1-й – Omloop Het Volk  (U23)
2006
3-й - Internationale Wielertrofee Jong Maar Moedig
2007
1-й  - Тур Ирландии — ГК
1-й на этапе 1
9-й - Гран-при кантона Аргау
10-й - Kampioenschap van Vlaanderen
2008
9-й - Grand Prix de Denain
2009
2-й – Grote Prijs Jef Scherens
3-й – GP Stad Kortrijk
2013
2-й - Омлоп Хет Ниувсблад
8-й - Гент — Вевельгем
10-й - Дварс дор Фландерен
2014
4-й - E3 Harelbeke
4-й – Тур Фландрии
5-й – Кюрне — Брюссель — Кюрне
8-й – Тур Катара — ГК
2015
4-й - Гент — Вевельгем
4-й - Омлоп Хет Ниувсблад
7-й - Ле Самын
2016
1-й на этапе 5 Вульта Валенсии
1-й на этапе 1 (ТТТ) Тура Сан-Луиса
3-й - Тур Бельгии — ГК
2018
3-й - Criterium Antwerpen
10-й - Tro-Bro Léon
| ГК | Генеральная классификация |

### Гранд-туры
| Гонка           | 2009 | 2010 |
| --------------- | ---- | ---- |
| Джиро д'Италия  | —    | —    |
| Тур де Франс    | 96   | НФ   |
| Вуэльта Испании | —    | —    |

| —  | Не участвовал  |
| НФ | Не финишировал |